# Тіо де Надаль
Тіо де Надаль (катал.:Tió de Nadal, [tiˈo ðə nəˈðaɫ]; в перекладі - «Різдвяне поліно»), також відомий як Тіо (дрова), Сока або Тронк(a) (стовбур) - персонаже каталонської міфології, пов’язаної з різдвяною традицією, широко поширеною в Каталонії, Майорка (відома як Nadaler), Окситанії (Південна Франція) та Андоррі. В Арагоні його також називають арагонською Tizón de Nadal, Toza de Nadal або Tronca de Nadal.
Тіо де Надаль пов’язаний з традицією німецької різдвяної ялинки, яка також несе подарунки для маленьких дітей, і з британським святим поліном (tizón do Nadal в Галісії та Cachafuòc, Cachofio або Soc de Nadal в Окситанії ).

## Огляд

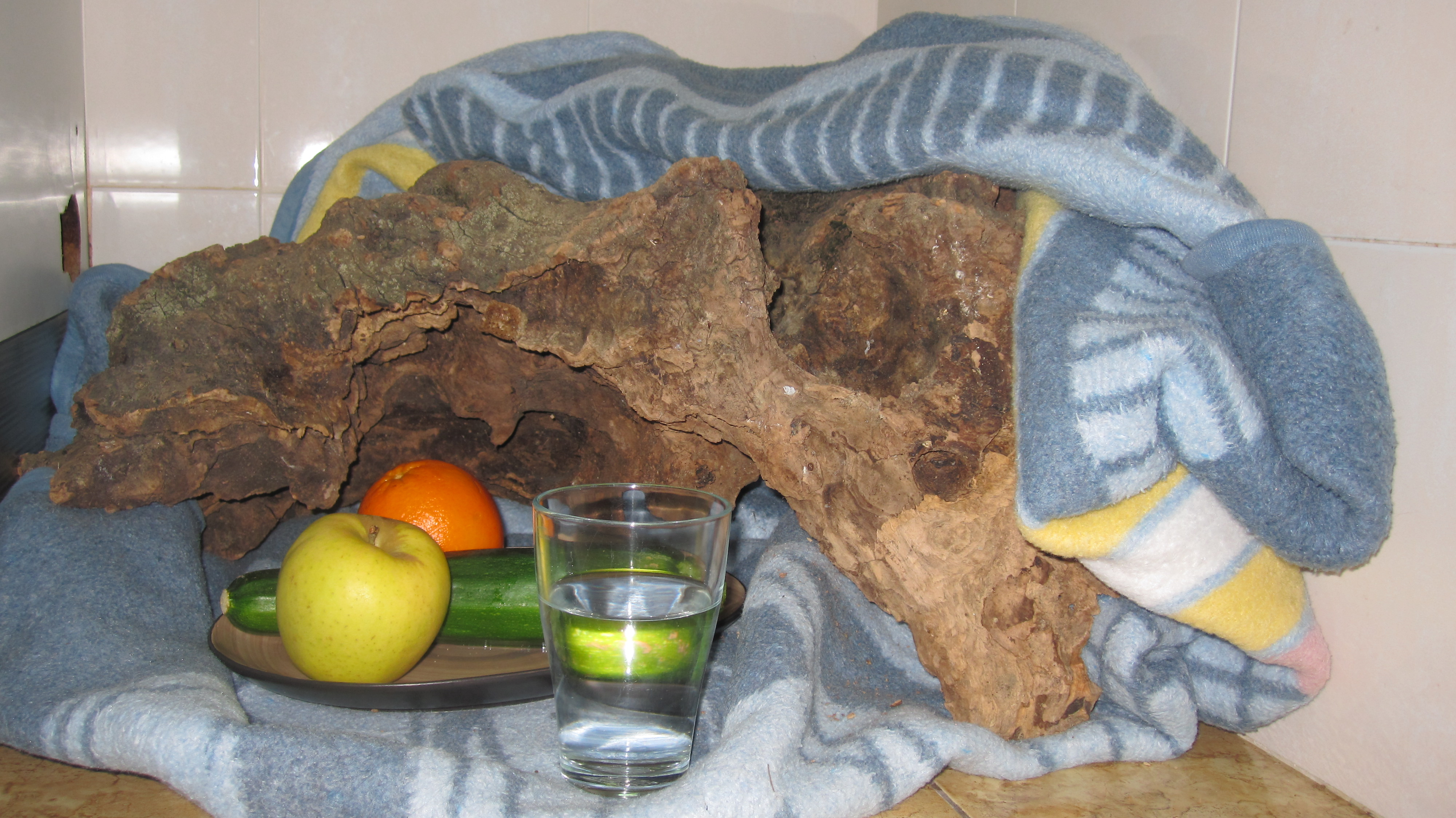
Фотографія традиційного Тіо

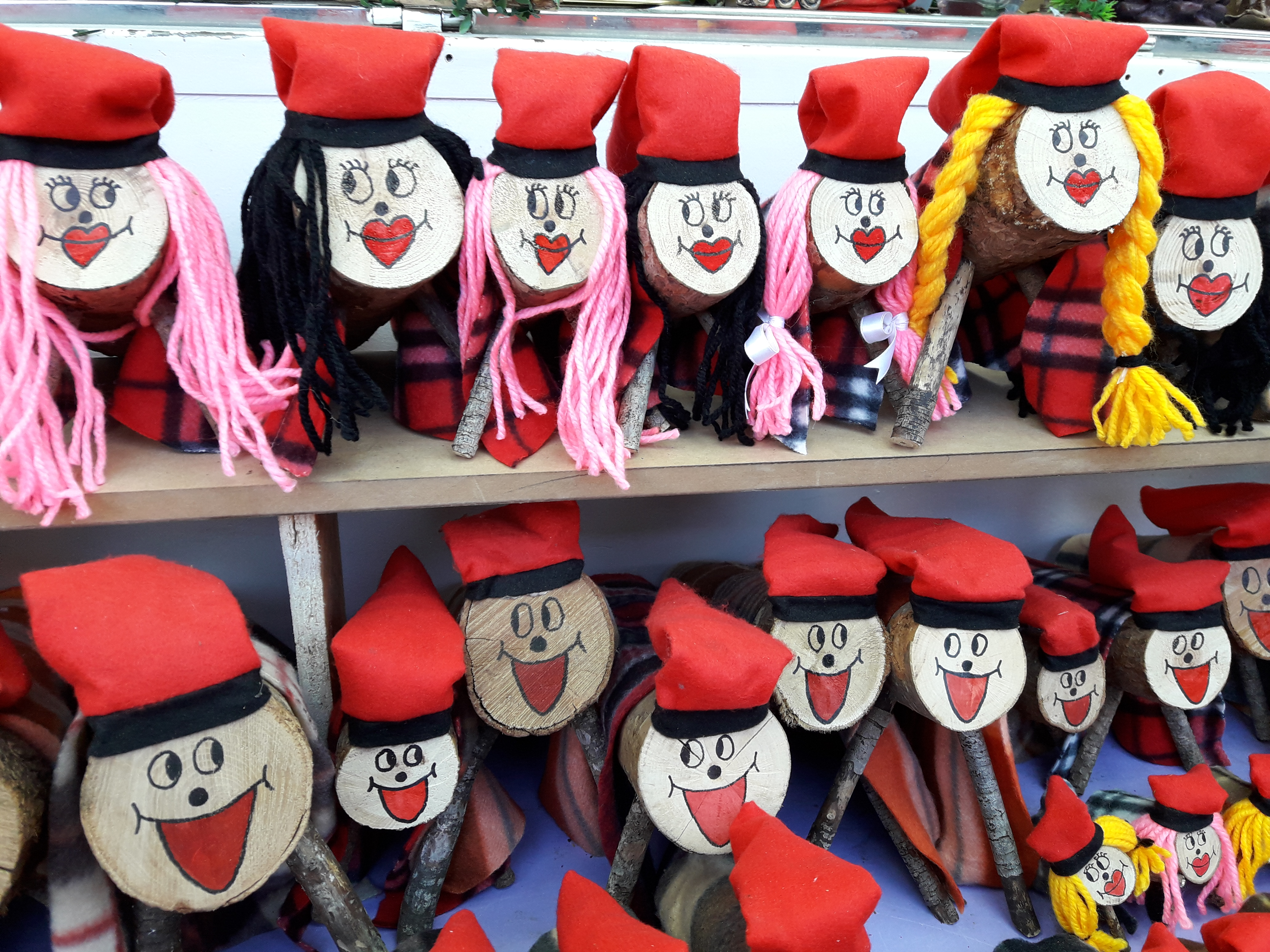
Різдвяні поліна

Форма Тіо де Надаля, яка зустрічається в багатьох каталонських будинках під час святкового сезону, являє собою порожню колоду близько 30 см (12 дюйм) довжини. Нещодавно Тіо став стояти на двох або чотирьох ніжках-палицях із широким усміхненим обличчям, намальованим на верхньому кінці, доповненим меншою червоною шапкою-шкарпеткою (мініатюрою традиційної барретини) і часто тривимірним носом. Ці аксесуари були додані лише нещодавно, змінюючи більш традиційний і грубий природний вигляд мертвого шматка дерева.
Починаючи зі свята Непорочного Зачаття (8 грудня), Тіо дають щовечора трохи «з’їсти» і зазвичай покривають його ковдрою, щоб йому не було холодно. Історія розповідає, що напередодні Різдва діти повинні дбати про поліно, тримати його в теплі та годувати, щоб воно випорожнювало подарунки на Різдво або напередодні.
На Різдво або, в деяких домогосподарствах, напередодні Різдва Тіо кладуть частково в камін і наказують йому випорожнитися. Вогняна частина цієї традиції вже не так широко поширена, як колись, оскільки багато сучасних будинків не мають каміна. Щоб змусити його випорожнитися, Тіо б'ють палицями, співаючи різні пісні Тіо де Надаля.
Традиція говорить, що перед тим, як бити Тіо, усі діти мають вийти з кімнати та піти в інше місце будинку, щоб помолитися, просячи, щоб Тіо приніс багато подарунків. Нині молитовна традиція залишилася позаду. Проте діти йдуть в іншу кімнату, зазвичай на кухню, щоб погріти палицю біля вогню. Це ідеальний привід для родичів зробити трюк і покласти подарунки під ковдру, поки діти моляться або гріють палиці.
Тіо не кидає великі об’єкти, оскільки вони вважаються принесеними трьома мудрецями. Він залишає цукерки, горіхи та турро та маленькі іграшки. Залежно від регіону Каталонії, тут також можуть видавати сушений інжир. Те, що виходить із Tió, є радше спільним, ніж індивідуальним подарунком, яким користуються всі присутні.
Тіо часто називають у народі Caga tió ("колода", "колода"). Це випливає з багатьох пісень Тіо де Надаля, які починаються з цієї фрази, яка спочатку (в контексті пісень) була імперативом ("Чорт, поліно!" ). Вважається, що використання цього виразу як імені не є частиною давньої традиції, тому його використання не рекомендується.

## Пісня Каґа Тіо

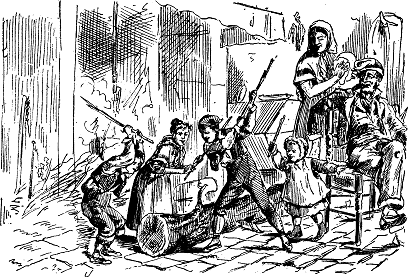
Перемога над Тіо де Надалем

Під час цього свята співається пісня. Під час пісні після тихого удару палицею по Тió, на словах Caga tió! Потім хтось засовує руку під ковдру і бере подарунок. Подарунок відкривається, а потім пісня починається знову. Є багато пісень Caga tió, пов’язаних зі святом і колодою. Наступний варіант є однією з найпопулярніших версій цієї пісні:
| каталонська Caga tió, avellanes i torró, немає caguis arengades que son massa salades, caga torrons que són més bons. Caga tió, ametlles i torró, i, si no vols cagar, et donaré un cop de bastó! Caga tió! | англійська Лайно, тіо, фундук і нуга, не піддавайся оселедцям, які занадто солоні, нуга лайно вони смачніші. Лайно, тіо, мигдаль і нуга, і, якщо ти не хочеш срати, Я вдарю тебе палицею! Чорт, тіо! |

## Зовнішні посилання
- Вікісховище має мультимедійні дані за темою: Tió de Nadal